# Tiago Ilori
Tiago Abiola Delfim Almeida Ilori (Londen, 26 februari 1993) - alias Tiago Ilori - is een Portugees voetballer die bij voorkeur als centrale verdediger speelt. Hij verruilde Reading medio 2019 voor Sporting CP.

## Clubcarrière
Ilori's vader is een Engelsman met Nigeriaanse roots en zijn moeder is Portugese. In 2006 werd hij als aanvaller naar Sporting CP gehaald. Op veertienjarige leeftijd werd hij een seizoen uitgeleend aan GD Estoril-Praia. Op 6 november 2011 debuteerde hij voor Sporting in de Primeira Liga, tegen UD Leiria. Hij speelde de volledige wedstrijd. Op 14 december 2011 startte hij in de basiself in de Europa League tegen SS Lazio. Sporting speelde met een B-elftal, aangezien het al geplaatst was voor de volgende ronde. Op 16 februari 2013 scoorde hij zijn eerste doelpunt voor Sporting, tegen Gil Vicente.
Op 2 september 2013 werd bekendgemaakt dat Liverpool hem voor 7,5 miljoen euro overnam van Sporting. Ilori tekende een vijfjarig contract op Anfield. Hier kwam hij in zijn eerste halfjaar niet aan spelen toe. Daarop werd hij in januari 2014 voor de rest van het seizoen verhuurd aan Granada CF. Daarop volgde een huurperiode gedurende het hele seizoen 2014/15 aan Girondins de Bordeaux. Liverpool verhuurde hem in september 2015 voor een jaar aan Aston Villa, dat daarbij een optie tot koop bedong.

## Interlandcarrière
Ilori kwam tweemaal in actie voor Portugal -18. Hij speelde in totaal 15 wedstrijden voor Portugal -19, waarin hij één doelpunt scoorde. In 2012 debuteerde hij voor Portugal -20.
1 Israel ·
2 Reis ·
3 St. Juste ·
5 Morita ·
6 Debast ·
8 Gonçalves ·
9 Gyökeres ·
10 Edwards ·
11 Santos ·
13 Kovačević ·
17 Trincão ·
19 Harder ·
20 Araújo ·
21 Catamo ·
22 Fresneda ·
23 Bragança ·
25 Inácio ·
26 Diomande ·
41 Callai ·
42 Hjulmand  ·
47 Esgaio ·
57 Quenda ·
72 Quaresma ·
Coach: Amorim
1 Varela ·
2 Esgaio  a ·
3 Ilori ·
4 Figueiredo ·
5 Ié ·
6 Podstawski ·
7 Martins ·
8 Oliveira ·
9 Paciência ·
10 Fernandes  b ·
11 Agra ·
12 Pereira ·
13 Pité ·
14 Paulo Henrique ·
15 Fonseca ·
16 Ramos ·
17 Mané ·
18 Tiago Silva ·
Coach: Jorge